# Wybory parlamentarne na Łotwie w 2022 roku
Wybory parlamentarne na Łotwie w 2022 roku (łot. 14.Saeimas vēlēšanas – wybory do Sejmu XIV kadencji) odbyły się w sobotę 1 października.
Celem głosowania był wybór 100 posłów do Sejmu XIV kadencji. Wybory odbyły się w pięciu okręgach wyborczych: Ryga, Łatgalia, Kurlandia, Semigalia, Vidzeme. Uprawnieni do głosowania w wyborach byli obywatele Łotwy, którzy najpóźniej w dniu wyborów ukończyli 18 lat.
Frekwencja w wyborach wyniosła 59,43%.

## Wyniki wyborów
| Lista wyborcza                       | Głosy     | %     | Mandaty | +/–  |
| ------------------------------------ | --------- | ----- | ------- | ---- |
| Nowa Jedność                         | 173 425   | 18,97 | 26      | +18  |
| Związek Zielonych i Rolników         | 113 676   | 12,44 | 16      | +5   |
| Zjednoczona Lista                    | 100 631   | 11,01 | 15      | nowy |
| Zjednoczenie Narodowe                | 84 939    | 9,29  | 13      | 0    |
| Dla Stabilności!                     | 62 168    | 6,80  | 11      | nowy |
| Łotwa na pierwszym miejscu           | 57 033    | 6,24  | 9       | nowy |
| Postępowi                            | 56 327    | 6,16  | 10      | nowy |
| Dla Rozwoju/Za!                      | 45 452    | 4,97  | 0       | –13  |
| Socjaldemokratyczna Partia „Zgoda”   | 43 943    | 4,81  | 0       | –23  |
| Każdemu i każdej                     | 33 578    | 3,67  | 0       | nowy |
| Rosyjski Związek Łotwy               | 33 203    | 3,63  | 0       | –    |
| Władza Suwerena                      | 29 603    | 3,24  | 0       | nowy |
| Konserwatyści                        | 28 270    | 3,09  | 0       | –16  |
| Republika                            | 16 088    | 1,76  | 0       | nowy |
| Głosy nieważne                       | 10383     | –     | –       | –    |
| Razem                                | 903 639   | 100   | 100     | 0    |
| Zarejestrowanych wyborców/frekwencja | 1 542 407 | 59,43 | –       | –    |
| Źródło: Centralna Komisja Wyborcza   |           |       |         |      |